# Crângeni
Crângeni é uma comuna romena localizada no distrito de Teleorman, na região de Muntênia. A comuna possui uma área de 69.29 km² e sua população era de 3310 habitantes segundo o censo de 2007.